# 肯辛顿广场
肯辛顿广场（Kensington Square）是英国伦敦肯辛顿的一个花园广场，由托马斯·杨建于1685年，是肯辛顿最古老的此类广场。肯辛顿广场1–45号因其建筑价值列为二级保护建筑。
23号是伦敦大学海斯罗珀学院，由耶稣会创办，从事哲学和神学研究。